# Євтихіанство

Євтихіанський погляд на природу Христа

Євтихіанство, також відоме як справжній монофізитизм - група християнських богословських доктрин, що походять з ідей Євтихія Константинопольського (бл. 380 – бл. 456). Євтихіанство — це монофізитське розуміння того, як людське і божественне співвідносяться в особі Ісуса Христа.
Вороги часто називали євтихійців фантазістами, які звинувачували їхню христологію у зведенні втілення Ісуса до фантазму.

## Огляд
У різні часи Євтих вчив, що людська природа Христа була подолана божественною або що Христос мав людську природу, але вона була несхожа на інше людство. Одне з формулювань полягає в тому, що євтихіанство підкреслювало єдність природи Христа до такої міри, що божественність Христа поглинула його людяність, як океан споживає краплю оцту. Євтих стверджував, що Христос мав дві природи, але не дві натури: окремі божественна і людська природи об’єдналися і змішалися таким чином, що, хоча Ісус був односутний з Отцем, він не був односутним з людиною.
Євтихіанство було відхилене на Четвертому Вселенському Соборі в Халкедоні в 451 році, а заява про віру відома як Халкедонський символ віри. Реакція проти євтихіанства також призвела до розколу зі східним православ'ям.

## Історична довідка
У міру зростання і розвитку християнської Церкви зростала і розвивалася складність її розуміння Триєдиного Бога та особи Христа. Важливо розуміти суперечки христології щодо її паралелі з організацією церкви, оскільки вони ідеально об’єднані як одне ціле, останнє розглядається як тіло Христа. Питання про те, як узгодити твердження монотеїзму з твердженням про божественність Ісуса з Назарету, було в основному вирішене на Першому Вселенському Соборі, що відбувся в Нікеї (325 р.). Особливо серед грекомовних християн увага звернулася до того, як зрозуміти, як друга особа Трійці втілилася в особі Ісуса Христа. Нікейський символ віри говорив про Ісуса, що він був «одної Істоти (ousia  з (Богом) Отцем» і що він «втілився від Святого Духа та Діви Марії і став справді людиною». Однак ні Нікейський символ віри, ні канони Собору не надали детального пояснення того, як Бог став людиною в особі Ісуса, залишаючи двері відкритими для спекуляцій.
Одну з таких теорій того, як людське і божественне взаємодіють в особі Ісуса, висунув Константинопольський патріарх Несторій (бл. 386–451). Несторій, студент антіохійської богословської школи, навчав, що у втіленні дві різні іпостасі («субстанції» або, як вживали цей термін критики Несторія, такі як Іоанн Касіян та Кирило Александрійський, «особи») були з’єднані в Ісусі Христі: одна людська (людина) і одна божественна (Слово). Таким чином, Марію не слід вважати Богоносицею (Богородицею), оскільки вона лише сприяла і виношувала людську природу Христа, зробивши її Христовою. Несторій і його вчення були засуджені Третім Вселенським Собором, що відбувся в Ефесі в 431 році, який визначив Церкву Сходу. Ефеський собор не відповів на питання про те, як людське і божественне взаємопов’язані в особі Христа, він, здавалося б, відкинув будь-яку спробу відповіді, яка підкреслювала подвійність природи Христа за рахунок його єдності як єдиної іпостасі (розуміється як «людина»).

## Євтихій і Халкидон
У відповідь на євтихіанство Собор прийняв діофізитство, яке чітко розрізняло людину і природу, стверджуючи, що Христос є однією особою у двох природах, але підкреслювало, що природи «без змішування, без змін, без поділу, без розділення».
Міафізити відкинули це визначення, оскільки воно межує з несторіаном, і натомість дотримувались формулювання Кирила Александрійського, головного противника несторіанства, який говорив про «єдину (mia) природу втіленого Слова Божого» (μία φύσις τοῦ θεοῦ λόγου σεσαρκωμένη mia physis tou theou logou sesarkōmenē). Відмінність позиції полягала в тому, що втілений Христос має одну природу, але він все ще має як божественний характер, так і людський характер і зберігає всі характеристики обох, без змішування, плутанини або зміни будь-якої природи. Міафізити засуджували евтихіанство.